# Listă de stadioane din București
Aceasta este lista stadioanelor de fotbal din București, ordonată după capacitate. Sunt listate stadioanele cu o capacitate mai mare de 1.000 de locuri.

## Stadioane în folosință
| Imagine | Localitate | Denumire                                       | Capacitate | Inaugurat | Renovat    | Beneficiar                                                                                           | Note                                                                                                 |
| ------- | ---------- | ---------------------------------------------- | ---------- | --------- | ---------- | --- | --- |
|         | București  | Arena Națională                                | 55.634     | 2011      |            | Naționala de fotbal a României, FCSB                                                                 | Fostul Stadion "Lia Manoliu". A găzduit Finala Europa League 2012.                                   |
|         | București  | Stadionul Steaua                               | 31.254     | 2021      |            | CSA Steaua București                                                                                 | Inaugurat pe 7 iulie 2021                                                                            |
|         | București  | Stadionul Dinamo (Stadionul "Ștefan cel Mare") | 15.043     | 1952      | 2007       | Dinamo București                                                                                     | |
|         | București  | Stadionul Cotroceni                            | 14.542     | 1995      |            | FC Național București(1998-2008), Vacant                                                             | Primul stadion construit după revoluția din '89. A găzduit finalele Cupei României din 2004 și 2005. |
|         | București  | Stadionul Rapid-Giulești                       | 14.047     | 2022      |            | Rapid București                                                                                      | Inaugurat pe 26 martie 2022                                                                          |
|         | București  | Stadionul Regie                                | 10.020     | 1920      | 1981, 2007 | Belvedere FC, Sportul Studentesc (1920-2014), Rapid București (2011,2019,2020)                       | A mai purtat numele de Belvedere(1920-1950), CAM(1950-1981).                                         |
|         | București  | Stadionul Arcul de Triumf                      | 8.207      | 2021      |            | Echipa Națională de Rugby a României                                                                 | Inaugurat pe 3 iulie 2021                                                                            |
|         | București  | Stadionul Colentina                            | 6.000      |           |            | Calculatorul București(1968-1992), Juventus Bucuresti(1992-2018),Daco-Getica București(2018-prezent) | |
|         | București  | Stadionul UNEFS Rocar                          | 6.000      | 1960      | 2001,2008  | Rocar ANEFS București(1953-2009)                                                                     | Initial a avut 7.500 de locuri pe banci.                                                             |
|         | București  | Stadionul Electromagnetica                     | 2.000      | 1939      |            | Electromagnetica București, Rapid II București, Asalt București, ACS Rapid FNG                       | |
|         | București  | Stadionul Rompan                               | 2.000      |           |            | AS Spic de Grâu                                                                                      | |
|         | București  | Stadionul Romprim                              | 2.000      |           |            | Romprim București                                                                                    | |
|         | București  | Stadionul Florea Dumitrache(fost Victoria)     | 1.500      |           |            | Victoria București(până în 1990),Dinamo II București                                                 | Inițial a avut 2.888 de locuri pe bănci.                                                             |
|         | București  | Stadionul Metaloglobus                         | 1.500      | 1956      | 2015       | Metaloglobus București(1956-prezent)                                                                 | 1096 pe scaune.                                                                                      |
|         | București  | Stadionul Ion Tiriac                           | 1.500      |           | 2012       | | 261 pe scaune. Fosta Granitul.                                                                       |
|         | București  | Stadionul Progresul Spartac                    | 1.030      | 1966      | 2016       | Progresul Spartac                                                                                    | |
|         | București  | Stadionul PREMIUM WELLNESS INSTITUTE           | 1.000      |           |            | FC Carmen București (2017-19), FC Bucharest United                                                   | Nume anterior: IMGB, Inițial a avut 5000 de locuri pe bănci.                                         |
|         | București  | Stadionul Velodrom Dinamo                      | 1.000      | 1952      |            | Federația Română de Ciclism, CS Dinamo(Rugby-antrenamente)                                           | Se află într-o stare avansată de degradare. Este utilizat ca heliodrom de Spitalul Floreasca.        |

## Stadioane demolate
| Imagine | Localitate | Denumire                                         | Capacitate   | Inaugurat | Demolat              | Beneficiar                                                                                 | Note |
| ------- | ---------- | ------------------------------------------------ | ------------ | --------- | -------------------- | ------------------------------------------------------------------------------------------ | --- |
|         | București  | Stadionul Național (Stadionul Lia Manoliu)       | 60.150       | 1953      | 2008                 | Naționala de Fotbal a României, Lotul olimpic de atletism a României                       | A mai avut si numele de Stadionul "23 August". Inițial a avut 80.000 de locuri pe bănci, maximum atins a fost 100.000 cu ocazia cuplajelor, oamenii luând loc și pe pista de atletism. |
|         | București  | Stadionul Republicii                             | peste 40.000 | 1926      | anii 1980            | Naționala de Fotbal a României                                                             | |
|         | București  | Stadionul Steaua (Stadionul Ghencea)             | 28.365       | 1974      | 2018                 | CSA Steaua                                                                                 | |
|         | București  | Stadionul Valentin Stănescu (Stadionul Giulești) | 19.100       | 1939      | 2019                 | Rapid București                                                                            | |
|         | București  | Stadionul Venus                                  | 15.000       | 1931      | 1953                 | Venus București                                                                            | Primul meci în nocturnă și primul cuplaj (22 septembrie 1935) Unirea tricolor - AMEFA și CFR București - Crișana Oradea                                                                |
|         | București  | Stadionul Romcomit                               | 15.000       | 1923      | 1934                 | FC Juventus București (1924)                                                               | |
|         | București  | Stadionul național „Arcul de Triumf”             | 7.500        | 1914      | 2018                 | Naționala de Rugby a României, CSM Olimpia București                                       | |
|         | București  | Stadionul Unirea                                 | 4.541        | 1924      | anii 1950            | Unirea Tricolor București                                                                  | La 4 septembrie 1932 a avut loc primul meci din campionat în sistem divizionar. |
|         | București  | Stadionul Progresu                               |              | 1949      | 1986                 | Progresul București                                                                        | Tribunele au fost demontate în totalitate și au fost duse la terenul de rugby din Complexul Sportiv Dinamo                                                                             |
|         | București  | Stadionul Bolta Rece                             |              | 1904      |                      | ASC Olympia Bucuresti(1904-1946),Colentina A.C. București(1909-1947),Bukarester(1912-1916) | |
|         | București  | Stadionul „Voievod Mihai”                        |              | 1927      | sfarsitul anilor '60 | Olympia București,Carmen București                                                         | Redenumit ACSA, apoi Constructorul. |
|         | București  | Stadionul Dudești(numit și Maccabi)              | 1.500        | 1921      | anii '80             | Maccabi București,Carmen București                                                         | A fost redenumit "Flacăra Rosie" |
|         | București  | Velodromul Kisseleff                             | 1.500        | 1890      | anii 1920            |                                                                                            | |
|         | București  | Velodromul din Stefan cel Mare                   | 1.000        | anii 1920 | 1951                 |                                                                                            | A fost demolat să se construiască actualul Stadion Dinamo. |

## Vedeți/Vezi și
- Lista stadioanelor de fotbal din România